# Tarator
Tarator či taratur (albánsky, srbsky: tarator, bulharsky: таратор, makedonsky: таратур), je tradiční balkánské jídlo. Je to studená polévka nebo tekutý salát), populární v létě v Albánii, Bulharsku, Severní Makedonii, jihovýchodním Srbsku, Turecku, Ázerbájdžánu, Íránu, Libanonu, Sýrii, Jordánsku, Izraeli, Palestině, Arménii a na Kypru (kde je známý jako Ttalattouri). Je vyroben z jogurtu, okurky, česneku, vlašských ořechů, kopru, rostlinného oleje a vody; podává se chlazený nebo dokonce s ledem. V místních variantách je jogurt nahrazen vodou s octem, vynechávají se ořechy nebo kopr, nebo se přidává chleba. Okurky bývají ve vzácných případech nahrazeny hlávkovým salátem nebo mrkví. Tarator je druh letního salátu.

## Regionální rozdíly
Tarator se jí v Albánii podobně jako v jiných zemích. Nicméně voda, ořechy, ovoce a kopr se nepoužívá. Olivový olej často nahrazuje jiné rostlinné oleje. V jiné variaci je tento pokrm obohacený o omeletu, nakrájenou na malé kousky a přidanou do směsi. Díky výživové hodnotě vajec může být takovýto tarator podáván jako hlavní chod.
V Bulharsku je tarator oblíbený předkrm, ale podává se i jako příloha, spolu se šopským salátem s většinou jídel. Používá se více slunečnicový a olivový olej, zatímco ořechy se někdy vynechávají. Tarator je v Bulharsku populárním jídlem; salátová verze taratoru je známá jako „salát Sněženka/Sněhurka“ (bulharsky: салата снежанка), také nazývaný suchý tarator. Je vyrobena z hustého jogurtu, z kterého se nechá odkapat voda, okurky a koření. Je možné ji podávat jako předkrm nebo jako vedlejší jídlo. V létě se jedná o běžné osvěžující jídlo.
V Řecku je podobné jídlo známé jako tzatziki. Tzatziki obvykle navíc obsahuje olivový olej, petrželku a mátu. Slovo použité pro kyperskou variantu, ttalattouri, pochází přes perštinu ze slova tarator.

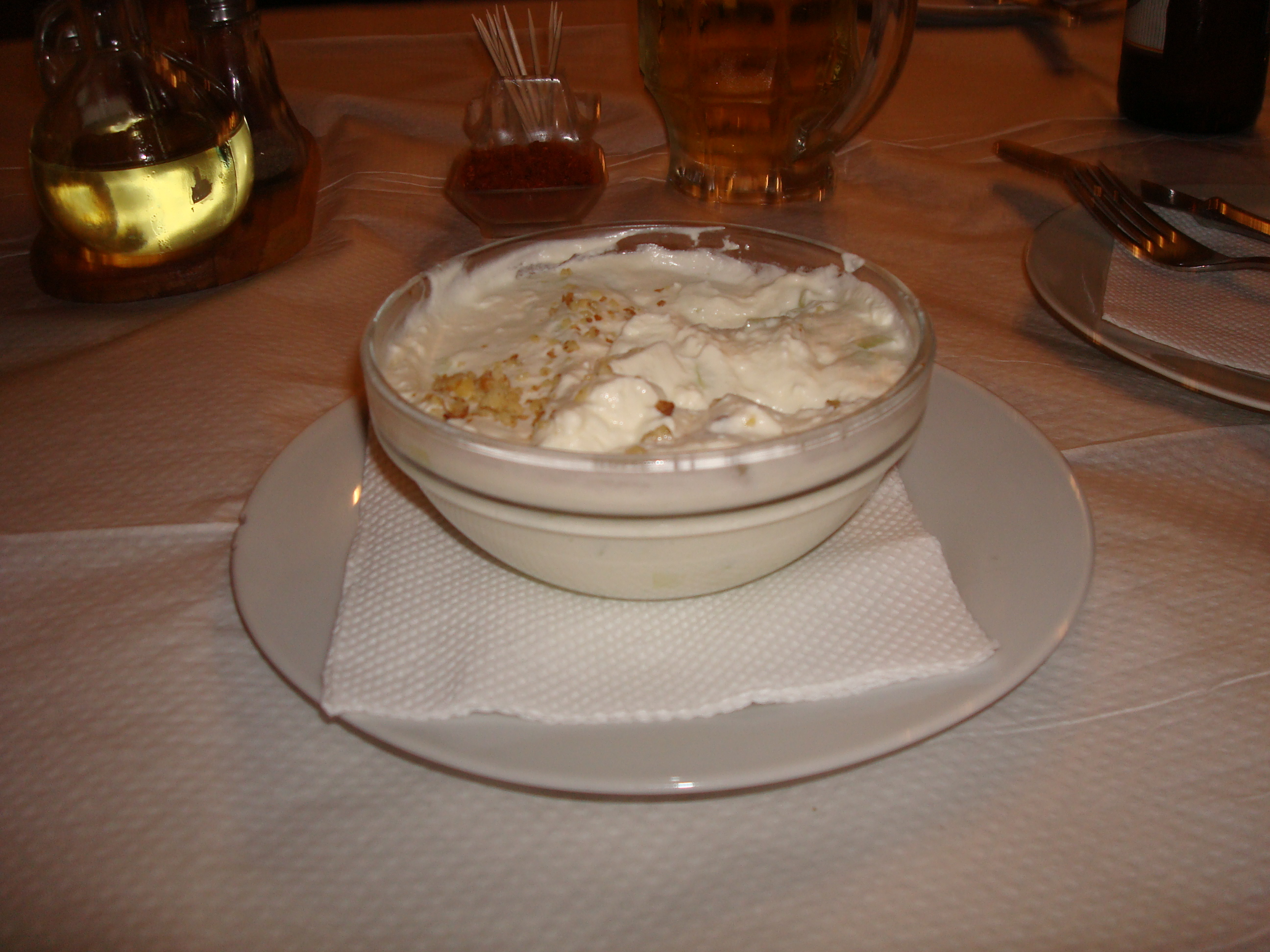
Suchý bulharský tarator

Podobný pokrm v Íránu se nazývá Ab-Doogh-Khiar. Obsahuje sůl, bazalku, pórek, mátu, černý pepř, rozinky a led. Někdy se těsně před podáváním pokrmu mohou přidat sušené chlebové čipsy. Podobně jako u obilnin musí sušené chlebové chipsy zůstal křupavé.
V Srbsku je tarator spíše než polévka populární jako salát a omáčka na namáčení; je také známý jako "tarator salata". Je připraven z jogurtu, plátků okurky a na kostičky nakrájeným česnekem a podává se chlazený.
V Turecku je tarator obecně omáčkou, která se jí se smaženými rybami či chobotnicemi. Omáčka obsahuje bílou strouhanku, vlašské ořechy, citrónovou šťávu nebo ocet, sůl, pepř, česnek, bylinky a jogurt. Jedna turecká verze pod jménem tahinli tarator, je podobné jídlo speciálně obsahující tahinu nebo sezam. V pobřežních městech Turecka se smažené olihně či slávky téměř vždy podávají s omáčkou tarator.
V Severní Makedonii je Tarator nebo taratur připravován s česnekem, z kyselého mléka, okurek, slunečnicového oleje a soli. Je zdobený koprem a podává se buď při pokojové teplotě nebo chlazený (někdy přidáním ledu).

## Etymologie
Etymologicky taratuar (-tori) souvisí s albánským Dhalla a 'rumunským zara (stejný význam), zatímco albánské jméno pro jogurt je kos.